# Sandvikke
Sandvikke (Vicia villosa), ofte skrevet sand-vikke, er en plante i ærteblomst-familien. I Danmark findes sandvikke som indslæbt art hist og her på agerjord og ruderater.